# Nils Bejerot
Nils Bejerot (21 settembre 1921 – 29 novembre 1988) è stato uno psichiatra e criminologo svedese noto soprattutto per la sua ricerca sull'abuso di droghe e per aver coniato la frase sindrome di Stoccolma.

## Carriera
Bejerot è stato uno dei migliori ricercatori sull'abuso di droghe in Svezia.
La sua opinione che l'abuso di droghe fosse una questione criminale e che il consumo di droghe dovesse comportare gravi sanzioni era molto influente in Svezia e in altri paesi.
Credeva che la cura per la tossicodipendenza fosse quella di rendere le droghe inaccessibili e socialmente inaccettabili.
Ha anche sostenuto l'idea che l'abuso di droghe potrebbe passare da un sintomo a una malattia in sé.